# Lycianthes arrazolensis
Lycianthes arrazolensis är en potatisväxtart som först beskrevs av Thomas Coulter, och fick sitt nu gällande namn av Friedrich August Georg Bitter. Lycianthes arrazolensis ingår i Himmelsögonsläktet som ingår i familjen potatisväxter. Inga underarter finns listade i Catalogue of Life.